# Sixième amendement de la Constitution des États-Unis
Le 6e amendement de la Constitution des États-Unis d'Amérique énonce les droits concernant les poursuites pénales. Le XIVe amendement le complète.

## Texte
Le texte du sixième amendement est le suivant :
« In all criminal prosecutions, the accused shall enjoy the right to a speedy and public trial, by an impartial jury of the State and district wherein the crime shall have been committed, which district shall have been previously ascertained by law, and to be informed of the nature and cause of the accusation; to be confronted with the witnesses against him; to have compulsory process for obtaining witnesses in his favor, and to have the Assistance of Counsel for his defence. »
« Dans toutes poursuites criminelles, l'accusé aura le droit d'être jugé promptement et publiquement par un jury impartial de l'État et du district où le crime aura été commis — le district ayant été préalablement délimité par la loi —, d'être instruit de la nature et de la cause de l'accusation, d'être confronté avec les témoins à charge, de disposer de moyens légaux pour contraindre la comparution des témoins à décharge, et d'être assisté d'un conseil pour sa défense. »